# Philip Bernard
Philip William Samuel Bernard va ser un lluitador britànic, especialista en lluita lliure, que va competir a començaments del segle xx.
El 1920 va prendre part en els Jocs Olímpics d'Anvers, on va guanyar la medalla de bronze en la competició del pes ploma del programa de lluita lliure.